# Пасхалій III (антипапа)
Пасхалій III (світське ім'я — Ґвідо да Крема); бл.1110, Крема, Ломбардія — 20 вересня 1168, Рим) — антипапа з 22 квітня 1164 до своєї смерті. Був племінником кардинала Джованні да Крема. До свого обрання спочатку мав титул кардинал-диякон церкви Сан Еустахіо (Святого Євстахія), потім — кардинал-священник церкви Санта Марія ін Трастевере. Титул кардинала отримав 1164 року. Того ж року, після смерті Віктора IV, на соборі у Вюрцбурзі партія Фрідріха I Барбаросси проголосила його папою римським на противагу Олександру III. Для свого понтифікату він обрав ім'я Пасхалій III, що значить народжений на Пасху (Великдень).
Упродовж свого правління був прив'язаний до правлячої сім'ї Штауфенів. Канонізував Карла I Великого у 1165 році та знову коронував кайзера у 1167 році. Третій Латеранський собор анулював всі його рішення. Помер від раку в Римі.